# Taça EHF de 2018–19
A Taça EHF de 2018–19 foi a 38.ª edição da Taça EHF, a segunda maior competição de clubes europeus de andebol masculino organizada pela EHF. A final-four foi disputada a 17 e 18 de maio de 2019 em Kiel, Alemanha.
O THW Kiel venceu o Füchse Berlin por 26–22 e conquistou o seu 4.º título na competição.
O FC Porto e o SL Benfica foram as equipa portuguesas a disputar a competição. Enquanto a equipa lisboeta foi eliminada na fase de qualificação, o FC Porto qualificou-se para a final four da competição após vencer o seu grupo, alcançando o 3.º lugar.

## Formato
Um total de 59 equipas disputaram a Taça EHF de 2019–20. A prova é dividida em três fases: fase de qualificação, fase de grupos e eliminatórias (quartos de final e final four).
Todas as equipas disputam a fase de qualificação, dividida em três pré-eliminatórias disputadas a duas mãos, em sistema ida e volta. Apenas 16 equipas se apuram para a fase de grupos.
A fase de grupos é constituída por quatro grupos que serão disputados por quatro equipas cada, onde estas irão enfrentar-se em sistema de todos contra todos. Os dois primeiros classificados de cada grupo qualificam-se para as eliminatórias da competição.

## Distribuição de Vagas

### Alocação
Entre as 59 equipas que participaram na competição, 16 equipas qualificaram-se diretamente para a terceira pré-eliminatória da fase de qualificação e 21 equipas qualificaram-se para a segunda pré-eliminatória enquanto as restantes 22 equipas disputarão a primeira pré-eliminatória.
| Third qualifying round  | Third qualifying round    | Third qualifying round      | Third qualifying round      |
| ----------------------- | ------------------------- | --------------------------- | --------------------------- |
| RK Nexe                 | TTH Holstebro             | GOG Håndbold                | BM Logroño La Rioja         |
| Fraikin Granollers      | Liberbank Cuenca          | Saint-Raphaël Var Handball  | THW Kiel                    |
| TSV Hannover-Burgdorf   | Füchse Berlin             | SC Magdeburg                | Grundfos Tatabánya KC       |
| Balatonfüredi KSE       | HC Eurofarm Rabotnik      | KS Azoty-Puławy             | HK Malmö                    |
| Second qualifying round |                           |                             |                             |
| Alpla HC Hard           | Achilles Bocholt          | SKA Minsk                   | HCB Karviná                 |
| Aalborg Håndbold        | Drammen HK                | Pays d'Aix Université Club  | Olympiacos                  |
| Sport36-Komló           | IBV Vestmannaeyjar        | Maccabi Srugo Rishon LeZion | HC Prolet 62                |
| HV Aalsmeer             | Gwardia Opole             | SL Benfica                  |                             |
| HC Spartak Moscow       | HC Dobrogea Sud Constanța | Vojvodina                   |                             |
| Pfadi Winterthur        | RD Ribnica                | ZTR Zaporizhia              |                             |
| First qualifying round  |                           |                             |                             |
| SG Handball West Wien   | GRK Varaždin              | RK Dubrava                  | Talent Robstav M.A.T. Plzeň |
| Põlva Serviti           | Glasgow HC                | BSB Batumi                  | FH Hafnarfjordur            |
| Selfoss                 | KH BESA Famgas            | Klaipėda Dragūnas           | Handball Käerjeng           |
| OCI-Lions               | FC Porto                  | AHC Potaissa Turda          | Steaua București            |
| RD Koper 2013           | RK Gorenje Velenje        | RK Železničar 1949          |                             |
| BSV Bern                | Kadetten Schaffhausen     | Alingsås HK                 |                             |

## Calendário
Todos os sorteios foram realizados na sede da EHF em Viena, Áustria.
| Estágio           | Volta                     | Data do sorteio        | Primeira perna             | Segunda perna              |
| ----------------- | ------------------------- | ---------------------- | -------------------------- | -------------------------- |
| Qualificação      | Primeira pré-eliminatória | 17 de julho de 2018    | 1-2 de setembro de 2018    | 8-9 de setembro de 2018    |
| Qualificação      | Segunda pré-eliminatória  | 17 de julho de 2018    | 6-7 de outubro de 2018     | 13-14 de outubro de 2018   |
| Qualificação      | Terceira pré-eliminatória | 16 de outubro de 2018  | 17-18 de novembro de 2018  | 24-25 de novembro de 2018  |
| Fase de grupos    | Jornada 1                 | 29 de novembro de 2018 | 9-10 de fevereiro de 2019  | 9-10 de fevereiro de 2019  |
| Fase de grupos    | Jornada 2                 | 29 de novembro de 2018 | 16–17 de fevereiro de 2019 | 16–17 de fevereiro de 2019 |
| Fase de grupos    | Jornada 3                 | 29 de novembro de 2018 | 23-24 de fevereiro de 2019 | 23-24 de fevereiro de 2019 |
| Fase de grupos    | Jornada 4                 | 29 de novembro de 2018 | 2 e 3 de março de 2019     | 2 e 3 de março de 2019     |
| Fase de grupos    | Jornada 5                 | 29 de novembro de 2018 | 23-24 de março de 2019     | 23-24 de março de 2019     |
| Fase de grupos    | Jornada 6                 | 29 de novembro de 2018 | 30-31 de março de 2019     | 30-31 de março de 2019     |
| Fase eliminatória | Quartas de final          | 2 de abril de 2019     | 20–21 de abril de 2019     | 27-28 de abril de 2019     |
| Fase eliminatória | Final four                | 30 de abril de 2019    | 17-18 de maio de 2019      | 17-18 de maio de 2019      |

## Fase de Qualificação
Na fase de qualificação, disputada em três rondas, as equipas jogam em eliminatórias com partidas de ida e volta. Em alguns casos, as equipas podem concordar jogar as duas mãos no mesmo recinto. Os vencedores de cada eliminatória qualificam-se para a ronda seguinte.

### Primeira pré-eliminatória
O sorteio da primeira pré-eliminatória foi realizado a 17 de julho de 2018. Nesta ronda, as equipas são alocadas em dois potes, com as equipas do pote 1 a confrontarem as equipas do pote 2.
Os potes do sorteio foram os seguintesː
| - RK Dubrava - M.A.T. Plzeň - Põlva Serviti - Selfoss - KH BESA Famgas - OCI-Lions | - FC Porto - Steaua București - RK Gorenje Velenje - RK Železničar 1949 - Kadetten Schaffhausen |

| - SG Handball West Wien - GRK Varaždin - Glasgow HC - B.S.B. Batumi - FH Hafnarfjordur - Klaipėda Dragūnas | - Handball Käerjeng - AHC Potaissa Turda - RD Koper 2013 - BSV Bern - Alingsås HK |

As partidas de ida foram disputadas a 1 e 2 de setembro e as partidas de volta em 8 e 9 de setembro de 2018.
| Equipe 1              | Total | Equipe 2              | 1.º jogo | 2.º jogo |
| --------------------- | ----- | --------------------- | -------- | -------- |
| SG Handball West Wien | 54–55 | OCI-Lions             | 26–25    | 28–30    |
| B.S.B. Batumi         | 42–67 | KH BESA Famgas        | 20–30    | 22–37    |
| Põlva Serviti         | 51–53 | BSV Bern              | 26–26    | 25–27    |
| M.A.T. Plzeň          | 69–24 | Glasgow HC            | 39–12    | 30–12    |
| FC Porto              | 68–45 | AHC Potaissa Turda    | 41–21    | 27–24    |
| RK Železničar 1949    | 56–59 | Handball Käerjeng     | 30–27    | 26–32    |
| RD Koper 2013         | 49–56 | Kadetten Schaffhausen | 25–25    | 24–31    |
| Selfoss               | 60–55 | Klaipėda Dragūnas     | 34–28    | 26–27    |
| Alingsås HK           | 48–51 | RK Gorenje Velenje    | 26–23    | 22–28    |
| GRK Varaždin          | 50–55 | Steaua București      | 25–26    | 25–29    |
| RK Dubrava            | 61–63 | FH Hafnarfjordur      | 29–33    | 32–30    |

### Segunda pré-eliminatória
O sorteio da segunda pré-eliminatória foi realizado a 17 de julho de 2017. As partidas de ida foram disputadas a 6 e 7 de outubro e as partidas de volta em 13 e 14 de outubro de 2018.
| Equipe 1                  | Total      | Equipe 2                   | 1.º jogo | 2.º jogo |
| ------------------------- | ---------- | -------------------------- | -------- | -------- |
| Vojvodina                 | 55–44      | HV Aalsmeer                | 29–21    | 26–23    |
| RD Ribnica                | 56–59      | Selfoss                    | 30–27    | 26–32    |
| Handball Käerjeng         | 64–74      | Achilles Bocholt           | 29–33    | 35–41    |
| HC Baník Karviná          | 58–47      | HC Prolet 62               | 26–22    | 32–25    |
| Sport36-Komló             | 56–56 (gf) | Olympiacos                 | 34–29    | 22–27    |
| RK Gorenje Velenje        | 47–45      | Gwardia Opole              | 26–22    | 21–23    |
| Aalborg Håndbold          | 60–53      | Pfadi Winterthur           | 31–29    | 29–24    |
| HC Dobrogea Sud Constanța | 57–44      | M.A.T. Plzeň               | 28–21    | 29–23    |
| Drammen HK                | 57–53      | KH BESA Famgas             | 37–26    | 20–27    |
| OCI-Lions                 | 52–52 (gf) | Alpla HC Hard              | 23–23    | 29–29    |
| Steaua București          | 48–50      | Maccabi Rishon             | 25–23    | 23–27    |
| HC Spartak Moscow         | 46–47      | BSV Bern                   | 28–23    | 18–24    |
| SL Benfica                | 71–63 <    | FH Hafnarfjordur           | 37–32    | 34–31    |
| FC Porto                  | 58–54      | SKA Minsk                  | 34–29    | 24–25    |
| ZTR Zaporozhye            | 60–68      | Kadetten Schaffhausen      | 27–30    | 33–38    |
| IBV Vestmannaeyjar        | 49–59      | Pays d'Aix Université Club | 24–23    | 25–36    |

### Terceira pré-eliminatória
O sorteio da terceira pré-eliminatória foi realizado a 16 de outubro de 2018. Nesta ronda, as equipas são alocadas em dois potes, com as equipas do pote 1 a confrontarem as equipas do pote 2. Os potes de semeadura foram compostos da seguinte forma:
Os potes do sorteio foram os seguintesː
| - RK Nexe - GOG Håndbold - TTH Holstebro - BM Logroño La Rioja - Fraikin Granollers - Liberbank Cuenca - Saint-Raphaël Var Handball - Füchse Berlin | - SC Magdeburg - THW Kiel - TSV Hannover-Burgdorf - Balatonfüredi KSE - Grundfos Tatabánya KC - HC Eurofarm Rabotnik - KS Azoty-Puławy - HK Malmö |

| - Achilles Bocholt - HC Baník Karviná - Aalborg Håndbold - Pays d'Aix Université Club - Olympiacos - Selfoss - Maccabi Rishon - OCI-Lions | - Drammen HK - FC Porto - SL Benfica - HC Dobrogea Sud Constanța - RK Gorenje Velenje - Vojvodina - BSV Bern - Kadetten Schaffhausen |

As partidas de ida foram disputadas a 17 e 18 de novembro e as partidas de volta em 24 e 25 de novembro de 2018.
| Equipe 1                    | Total      | Equipe 2                   | 1.º jogo | 2.º jogo |
| --------------------------- | ---------- | -------------------------- | -------- | -------- |
| HK Malmö                    | 50–57      | HC Dobrogea Sud Constanța  | 22–23    | 28–34    |
| SC Magdeburg                | 53–57      | FC Porto                   | 26–23    | 27–34    |
| Fraikin Granollers          | 57–49      | RK Gorenje Velenje         | 24–25    | 33–24    |
| BM Logroño La Rioja         | 50–50 (gf) | Kadetten Schaffhausen      | 26–22    | 24–28    |
| KS Azoty-Puławy             | 60–54      | Selfoss                    | 33–26    | 27–28    |
| THW Kiel                    | 70–41      | Drammen HK                 | 34–23    | 36–18    |
| Aalborg Håndbold            | 54–57      | Füchse Berlin              | 31–29    | 23–28    |
| Olympiacos                  | 47–55      | RK Nexe                    | 22–25    | 25–30    |
| HC Eurofarm Rabotnik        | 59–47      | BSV Bern                   | 29–19    | 30–28    |
| TSV Hannover-Burgdorf       | 74–69      | SL Benfica                 | 41–36    | 33–33    |
| Achilles Bocholt            | 54–71      | Liberbank Cuenca           | 29–34    | 25–37    |
| Grundfos Tatabánya KC       | 58–45      | OCI-Lions                  | 31–18    | 27–27    |
| HC Baník Karviná            | 62–66      | Balatonfüredi KSE          | 33–34    | 29–32    |
| Vojvodina                   | 52–70      | GOG Håndbold               | 27–32    | 25–38    |
| Pays d'Aix Université Club  | 50–53      | TTH Holstebro              | 25–25    | 25–28    |
| Maccabi Srugo Rishon LeZion | 59–63      | Saint-Raphaël Var Handball | 29–36    | 30–27    |

## Fase de Grupos
O sorteio da fase de grupos foi realizado a 29 de novembro de 2017. 16 equipas foram alocadas em em quatro potes para serem posteriormente distribuídas por quatro grupos contendo quatro equipas.
Em cada grupo, as equipas enfrentam-se em sistema de todos contra todos. As jornadas foram disputadas entre 9 de fevereiro e 31 de março de 2018.
Como o THW Kiel, anfitrião da final four, venceu o seu grupo, o vencedor de cada grupo qualificou-se automaticamente para os quartos-de-final da competição juntamente com os três melhores segundos classificados de cada grupo enquanto o Kiel se qualificou diretamente para a final four.

### Critérios de Desempate
| Critérios de Desempate |
| --- |
| Na fase de grupos, as equipas são classificados por pontos (2 pontos por vitória, 1 ponto por empate, 0 pontos por derrota). Se duas ou mais equipas terminarem iguais em pontos no final da fase de grupos, os seguintes critérios serão aplicados para determinar a classificação (em ordem decrescente): 1. Maior número de pontos obtidos nos jogos entre as equipas em questão; 2. Diferença de golos superior nos jogos disputados entre as equipas em questão; 3. Maior número de golos marcados nos jogos disputados entre as equipas em questão (ou fora de casa em caso de um empate no número de golos marcados); 4. Diferença de golos superior em todos os jogos disputados no grupo; 5. Maior número de golos marcados em todos os jogos disputados no grupo; Se a classificação não conseguir ser determinada pelos critérios acima, uma decisão será providenciada pela Federação Europeia de Andebol. Durante a fase de grupos, só os critérios 4 e 5 se aplicam para determinar a classificação provisória das equipas. |

### Grupo A
| Pos | Equipe                     | Pts | J | V | E | D | GP  | GC  | SG  | Classificado     |
| --- | -------------------------- | --- | - | - | - | - | --- | --- | --- | ---------------- |
| 1   | Füchse Berlin              | 10  | 6 | 5 | 0 | 1 | 192 | 166 | +26 | Quartos de final |
| 2   | Saint-Raphaël Var Handball | 8   | 6 | 4 | 0 | 2 | 180 | 169 | +11 | Índice técnico   |
| 3   | Logroño La Rioja           | 4   | 6 | 2 | 0 | 4 | 174 | 180 | −6  |                  |
| 4   | Balatonfüredi              | 2   | 6 | 1 | 0 | 5 | 156 | 187 | −31 |                  |

### Grupo B
| Pos | Equipe                | Pts | J | V | E | D | GP  | GC  | SG  | Classificado     |
| --- | --------------------- | --- | - | - | - | - | --- | --- | --- | ---------------- |
| 1   | Tatabánya             | 9   | 6 | 4 | 1 | 1 | 172 | 154 | +18 | Quartos de final |
| 2   | TSV Hannover-Burgdorf | 7   | 6 | 3 | 1 | 2 | 162 | 144 | +18 | Índice técnico   |
| 3   | Nexe                  | 6   | 6 | 3 | 0 | 3 | 156 | 160 | −4  |                  |
| 4   | Eurofarm Rabotnik     | 2   | 6 | 1 | 0 | 5 | 133 | 165 | −32 |                  |

### Grupo C
| Pos | Equipe                     | Pts | J | V | E | D | GP  | GC  | SG  | Classificado     |
| --- | -------------------------- | --- | - | - | - | - | --- | --- | --- | ---------------- |
| 1   | FC Porto                   | 12  | 6 | 6 | 0 | 0 | 196 | 168 | +28 | Quartos de final |
| 2   | TTH Holstebro              | 6   | 6 | 3 | 0 | 3 | 175 | 160 | +15 | Índice técnico   |
| 3   | Dobrogea Sud Constanța     | 4   | 6 | 2 | 0 | 4 | 165 | 174 | −9  |                  |
| 4   | Liberbank Ciudad Encantada | 2   | 6 | 1 | 0 | 5 | 152 | 186 | −34 |                  |

### Grupo D
| Pos | Equipe             | Pts | J | V | E | D | GP  | GC  | SG  | Classificado     |
| --- | ------------------ | --- | - | - | - | - | --- | --- | --- | ---------------- |
| 1   | THW Kiel           | 12  | 6 | 6 | 0 | 0 | 191 | 144 | +47 | Quartos de final |
| 2   | GOG Håndbold       | 6   | 6 | 3 | 0 | 3 | 182 | 180 | +2  | Índice técnico   |
| 3   | Fraikin Granollers | 5   | 6 | 2 | 1 | 3 | 174 | 195 | −21 |                  |
| 4   | Azoty-Puławy       | 1   | 6 | 0 | 1 | 5 | 169 | 197 | −28 |                  |

### Índice técnico dos segundos classificados
| Grupo | Equipa                | Pts | J | V | E | D | GP  | GC  | SD  |
| ----- | --------------------- | --- | - | - | - | - | --- | --- | --- |
| A     | Saint-Raphaël         | 8   | 6 | 4 | 0 | 2 | 180 | 169 | +11 |
| B     | TSV Hannover-Burgdorf | 7   | 6 | 3 | 1 | 2 | 162 | 144 | +18 |
| C     | TTH Holstebro         | 6   | 6 | 3 | 0 | 3 | 175 | 160 | +15 |
| D     | GOG Håndbold          | 6   | 6 | 3 | 0 | 3 | 182 | 180 | +2  |

## Eliminatórias

### Quartos de final
A 6 de dezembro de 2018 a organização da final-four foi atribuída ao THW Kiel com as seguintes considerações: se o Kiel se qualificasse como vencedor de grupo ou um das 3 melhores entre as equipas que terminaram o grupo como 2º classificado, qualificariam-se diretamente para a final-four e nos quartos de final apenas se disputariam 3 eliminatórias. Caso se qualificasse como pior entre as equipas segundo classificadas no grupo, teria de disputar os quartos de final. Caso terminasse fora dos 2 primeiros, não se qualificaria para a final-four mantendo a obrigação de a organizar. O Kiel venceu o seu grupo, apurando-se diretamente para final-four e desta forma só se disputaram 3 eliminatórias nos quartos de final.
O sorteio dos quartos de final foi realizado a 2 de abril de 2019. Nesta fase da competição, os vencedores dos grupos da fase anterior disputam as partidas de volta em casa. As partidas de ida foram disputadas em 20 e 21 de abril e as partidas de volta em 27 e 28 de abril de 2018.
| Pote 1        |
| ------------- |
| Füchse Berlin |
| Tatabánya     |
| FC Porto      |

| Pote 2                     |
| -------------------------- |
| Saint-Raphaël Var Handball |
| TSV Hannover-Burgdorf      |
| TTH Holstebro              |

| Equipe 1                   | Total | Equipe 2      | 1.º jogo | 2.º jogo |
| -------------------------- | ----- | ------------- | -------- | -------- |
| TSV Hannover-Burgdorf      | 54–64 | Füchse Berlin | 26–34    | 28–30    |
| TTH Holstebro              | 52–50 | Tatabánya     | 29–24    | 23–26    |
| Saint-Raphaël Var Handball | 60–64 | FC Porto      | 30–30    | 30–34    |

### Final four
A fase final da competição, em formato final four, foi disputada a 17 e 18 de maio 2019 em Kiel, na Alemanha.
|  | Semifinais         | Semifinais    |                    |    | Final | Final |
|  |                    |               |                    |    |       |       |
|  | 17 de maio de 2018 |               |                    |    |       |       |
|  |                    |               |                    |    |       |       |
|  | TTH Holstebro      | 26            |                    |    |       |       |
|  | TTH Holstebro      | 26            | 18 de maio de 2018 |    |       |       |
|  | THW Kiel           | 32            |                    |    |       |       |
|  | THW Kiel           | 32            | THW Kiel           | 26 |       |       |
|  | 17 de maio de 2018 |               | THW Kiel           | 26 |       |       |
|  |                    | Füchse Berlin | 22                 |    |       |       |
|  | Füchse Berlin      | Füchse Berlin | 22                 | 24 |       |       |
|  | Füchse Berlin      |               |                    | 24 |       |       |
|  | FC Porto           | 20            |                    |    |       |       |
|  | FC Porto           | 20            | Terceiro lugar     |    |       |       |
|  |                    |               |                    |    |       |       |
|  | 18 de maio de 2018 |               |                    |    |       |       |
|  |                    |               |                    |    |       |       |
|  | TTH Holstebro      | 26            |                    |    |       |       |
|  | TTH Holstebro      | 26            |                    |    |       |       |
|  | FC Porto           | 28            |                    |    |       |       |

#### Semifinais
| 17 de maio de 2019 17:00 | TTH Holstebro | 26–32     | PGE Vive Kielce | Sparkassen-Arena, Kiel Público: 10200 Árbitros: Bonaventura, Bonaventura |
| 17 de maio de 2019 17:00 | Bramming (7)  | (14–16)   | Ekberg (6)      | Sparkassen-Arena, Kiel Público: 10200 Árbitros: Bonaventura, Bonaventura |
| 17 de maio de 2019 17:00 | 4× 2× 1×      | Relatório | 1× 2×           | Sparkassen-Arena, Kiel Público: 10200 Árbitros: Bonaventura, Bonaventura |

| 17 de maio de 2019 19:45 | Füchse Berlin | 26–20     | FC Porto   | Sparkassen-Arena, Kiel Público: 10011 Árbitros: Jørum, Kleven |
| 17 de maio de 2019 19:45 | Bramming (7)  | (12–8)    | Ekberg (6) | Sparkassen-Arena, Kiel Público: 10011 Árbitros: Jørum, Kleven |
| 17 de maio de 2019 19:45 | 2× 1×         | Relatório | 4× 1×      | Sparkassen-Arena, Kiel Público: 10011 Árbitros: Jørum, Kleven |

#### Decisão do 3.º lugar
| 18 de maio de 2019 17:00 | TTH Holstebro | 26–28     | FC Porto       | Sparkassen-Arena, Kiel Público: 10045 Árbitros: Brunner, Salah |
| 18 de maio de 2019 17:00 | Smits (6)     | (16–14)   | Branquinho (7) | Sparkassen-Arena, Kiel Público: 10045 Árbitros: Brunner, Salah |
| 18 de maio de 2019 17:00 | 3× 1×         | Relatório | 3× 1×          | Sparkassen-Arena, Kiel Público: 10045 Árbitros: Brunner, Salah |

#### Final
| 18 de maio de 2019 19:45 | THW Kiel   | 26–22     | Füchse Berlin | Sparkassen-Arena, Kiel Público: 10285 Árbitros: Jurinović, Mrvica |
| 18 de maio de 2019 19:45 | Ekberg (7) | (16–10)   | Elísson (6)   | Sparkassen-Arena, Kiel Público: 10285 Árbitros: Jurinović, Mrvica |
| 18 de maio de 2019 19:45 | 3×         | Relatório | 4× 3×         | Sparkassen-Arena, Kiel Público: 10285 Árbitros: Jurinović, Mrvica |